# 伊斯因卡山
09°23′18.9″S 77°24′12.8″W / 9.388583°S 77.403556°W
伊斯因卡山（西班牙語：Ishinca），是秘魯的山峰，位於該國北部安卡什大區，由瓦拉斯省的塔里卡區負責管轄，屬於布蘭卡山脈的一部分，海拔高度5,530米。